# Barrage d'Antamina
Le barrage d'Antamina est un barrage au Pérou situé sur le site de la mine d'Antamina. Initialement haut de 130 m, il est régulièrement élevé avec les remblais de la mine. Il devrait atteindre à terme une hauteur de 240 m.